# Amda Seyon II
Pour les articles homonymes, voir Amda Seyon.
Amda Seyon II (1488-1494), négus d'Éthiopie en 1494.
Fils du Négus Eskender, c'est un enfant qui ne règne que six mois sous la régence de sa grand-mère l'Impératrice Éleni (Hélène) la veuve de Baéda-Maryam Ier Il a pour successeur son oncle Naod.

## Sources
- Jean Doresse, L'Empire du prêtre Jean, vol. II : L'Éthiopie médiévale Plon Paris (1957).